# Vanja Ivesa
Vanja Iveša, född 21 juli 1977 i Pula, är en före detta kroatisk fotbollsmålvakt, som bland annat spelade för NK Opatija.

## Klubbkarriär
Iveša har bakom sig en 26 år lång proffskarriär som fotbollsspelare, där han spelat för många klubbar i Kroatien, Turkiet och Australien.
Den 17 februari 2018 blev Iveša med en ålder på drygt 40 år den äldsta spelaren någonsin som spelat i Kroatiens första fotbollsliga.
Iveša är med sina längd på 2,06 meter känd som en världens längsta fotbollsspelare genom tiderna.